# ヴェラ (小惑星1302番)
ヴェラ (1302 Werra) は小惑星帯に位置する小惑星である。カール・ラインムートがハイデルベルクのケーニッヒシュトゥール天文台で発見した。
ドイツのテューリンゲン州、ヘッセン州、ニーダーザクセン州を流れるヴェラ川から命名された。